# La Pedrera (Tacuarembó)
La Pedrera es una localidad uruguaya del departamento de Tacuarembó.

## Ubicación
La localidad se encuentra situada en la zona norte del departamento de Tacuarembó, en las afueras de la ciudad de Tacuarembó, al este del arroyo Tranqueras, y junto a la ruta 26 en su km 226.

## Población
Según el censo del año 2011, la localidad contaba con una población de 240 habitantes.
| 340           | 200 | 267 | 240 |
| (Fuente: INE) |     |     |     |